# Lettische Badminton-Mannschaftsmeisterschaft
Lettische Badminton-Mannschaftsmeisterschaften werden seit 1997 ausgetragen.

## Die Titelträger
| Saison    | Sieger                      |
| --------- | --------------------------- |
| 1997      | Technische Universität Riga |
| 1998      | Technische Universität Riga |
| 1999      | Badminton Club Riga         |
| 2000      | Apvieniba                   |
| 2001      | Technische Universität Riga |
| 2002      | nicht ausgetragen           |
| 2003      | RSP / Badminton Club Riga   |
| 2004      | RSP / Badminton Club Riga   |
| 2005      | RSP / Badminton Club Riga   |
| 2006      | RSP / Badminton Club Riga   |
| 2007      | RSP / Badminton Club Riga   |
| 2008      | RSP                         |
| 2009      | RSP                         |
| 2010      | RSP                         |
| 2011      | RSP                         |
| 2012      | RSP                         |
| 2013      | nicht ausgetragen           |
| 2014      | RSP/RBS                     |
| 2015      | Siguldas BK/SSS             |
| 2016      |                             |
| 2017      | Valmiera VBK/VBSS           |
| 2018      | nicht ausgetragen           |
| 2019      | RSP/RBS                     |
| 2020 2021 | nicht ausgetragen           |
| 2022      | Siguldas BK/SSS             |
| 2023      | BK Baloži/Top Media         |
| 2024      | Siguldas BK/SSS             |